# San Theodoros
San Theodoros ou San Teodoro é um país fictício da América do Sul, criado por Hergé especialmente para as histórias de Tintim, na série de banda desenhada franco-belga As aventuras de Tintim. San Theodoros é amplamente coberta por mata virgem e atravessada pelo rio Badurayal.

## História

### Primórdios
Os primeiros ocupantes do território foram os povos indígenas arumbayas e bíbaros. Há controvérsia entre os especialistas sobre o período da chegada destes povos na região. A hipótese mais aceita é que os arumbayas criaram as primeiras aldeias entre 1000 e 800 a.C., na região da floresta, o que leva a crer que sua origem está nos troncos indígenas do coração do continente. Os bíbaros se estabeleceram nas terras mais altas por volta de 500 a.C., provavelmente como grupos que se dissociaram de outros povos andinos.
Dedicados à agricultura e extrativismo, estes povos tiveram um período de surgimento relativamente próximo, na virada do primeiro milênio, ajudados pelo isolamento geográfico. Entretanto, os bíbaros foram assimilados pelo império inca por volta de 1400 d.C. e os arumbayas sofreram diversas tentativas de conquista, resistindo em meio à decadência econômica. O litoral da região foi colonizada pelos paztecas, um povo mais civilizado vindo do norte, que construiu pirâmides como a de Trenxcoatl, e que desapareceu misteriosamente no século XIV.

### Conquista europeia
A chegada dos espanhóis em 1539 significou o fim do domínio indígena, trazendo, junto, uma nova era de conquista estrangeira. As guerras com os conquistadores e as epidemias trazidas pelos europeus dizimaram as populações locais. Os bíbaros praticamente foram extintos após a conquista de sua capital, Tenuzco, que viria a se tornar um importante centro minerador para a colônia e onde seria mais tarde construída a cidade de Deshonesto. Os arumbayas conseguiram resistir por mais tempo, mais bem organizados e residindo em regiões menos interessantes para os espanhóis. Eles acabaram se misturando à nova população local e, até hoje, constituem grande parte dos residentes do país.
A capital "Nuestra Señora de Las Dópicos", ou apenas "Las Dopicos", foi fundada em 1539 pelos espanhóis. A economia da colônia era baseada na extração de ouro e prata, além da produção de ervas locais. Longe das ocupações mais relevantes como a Colômbia ou o Rio da Prata, a colônia de San Theodoros passou por três séculos de relativa tranquilidade até as guerras napoleônicas na Europa. O desmantelamento da América Espanhola proporcionou a chance de independência para várias nações. Enquanto Simón Bolívar e San Martín lideravam movimentos de libertação na colônia, o general José Olivaro, membro da elite crioula de San Theodoros, viu a situação como uma chance de consolidar o poder na região, e declarou unilateralmente a independência de San Theodoros em 1812, ignorando qualquer plano de unificação com as colônias vizinhas.

### Depois da Independência
Olivaro enfrentou a oposição da metrópole a princípio, mas, com um exército coeso e vantagem ao defender áreas de difícil acesso na montanha e no meio da floresta, não foi difícil afastar os espanhóis, que tinham muito mais a perder nas colônias maiores. Depois de consolidadas as independências dos demais países, o general Olivaro recusou-se a ceder às pressões de  Suriname e Nuevo Rico e seguiu empregando força militar para defender seu controle sobre San Theodoros.
A morte de Olivaro em 1840 levou o país ao caos. Diversas facções ligadas à elite agrícola lutaram pelo poder em sucessivos golpes de estado. É famoso o episódio conhecido como "Reino do Tapir", em 1902, quando o aventureiro inglês Charles Ruinous tentou unir o norte do Brasil, a Guiana Francesa, o Nuevo Rico e San Theodoros num único estado sob o seu governo. Conseguiu reunir um exército mas foi derrotado na Batalha do Badurayal.
A união nacional só foi restabelecida em 1937, quando Nuevo-Rico invadiu a região do Gran Chapo, próxima à cidade de Crevaisón, provocando um sangrento episódio conhecido como Guerra do Chapo. A ocupação nuevo-riquenha na área durou até 1950, quando as Nações Unidas determinaram que a região fosse desmilitarizada e dividida entre os dois países. Até hoje, o Gran Chapo é uma fronteira em disputa.
A instabilidade retornou na segunda metade do século XX. Um jovem general, Alcazar Tapioca, subiu ao poder ao comandar um novo golpe contra um governo de esquerda em 1960, apoiado pelos Estados Unidos. Tapioca ficou conhecido por impor limitações às liberdades civis dos theodorosianos e levar o país a uma abertura econômica sem precedentes, propagando uma ideologia liberal neste campo. Com isso, as desigualdades sociais aumentaram cada vez mais. A insatisfação levou a vários conflitos, que culminaram no surgimento dos guerrilheiros conhecidos como Pícaros. Liderados por Ramón Zárate Alcazar, eles tentaram sem sucesso derrubar o governo Tapioca por 16 anos, com apoio tímido da União Soviética. Em fevereiro de 1976, eles obtiveram sucesso em uma ação furtiva, penetrando na capital durante o carnaval com fantasias. Eles cercaram o Selinto Catayente, o palácio presidencial, e capturaram Tapioca vivo. O general Alcazar assumiu o poder.

## O País
San Theodoros, tem o rosto de muitos países da América Latina, é semelhante a vários países pobres da América Latina. Muito provavelmente foi baseado na Bolívia ou no Paraguai, protagonistas da Guerra do Chaco, a que o álbum A Orelha Quebrada faz referência. Hergé, parodia a instabilidade típica de certos países dessa região: golpes e contragolpes militares sucedem-se uns aos outros com regularidade, e há grande corrupção e fosso entre a riqueza e pobreza - enquanto muitos vivem em uma cidade tecnológica, outros vivem na miséria. Este país tem um rival hostil, chamado Nuevo Rico.
San Theodoros parece ter-se tornado independente por volta de 1805 pela mão do General Olivaro. Em A Orelha Quebrada, na primeira vez em que Tintim visita San Theodoros, a capital é uma pequena cidade, ainda chamada Las Dopicos. Na sua segunda visita, em Tintim e os Pícaros, a cidade já é majestosa, cresceu para o tamanho de São Paulo ou Nova York e passou a chamar-se Tapiocápolis a partir da altura em que o general Tapioca assumiu o poder e também pela influência europeia da Bordúria, de quem é parceira.
Na história original de Hergé, apenas se informa que a república de São Teodoro se localiza na América do Sul. No entanto, no desenho animado da série, feito em 1991, a localização deste país fictício está situada na fronteira entre os estados do Pará e Amapá, na região do Parque Nacional Montanhas do Tumucumaque.

## A capital
A capital de San Theodoros chama-se Las Dopicos. A cidade foi fundada em 1539 e conta atualmente com 2 346 122 habitantes. É muito desenvolvida e populosa relativamente ao resto do país. Em San Theodoros, a taxa de urbanização é bastante elevada.
Na capital, situam-se a sede do Governo, o Palácio da Justiça e o Banco de la Nación. É possível visitar, entre outras atrações, o Museu Etnográfico, a Catedral da Santíssima Virgem de la Imaculada Concepción, o Jardim Zoológico e a casa onde nasceu o general Olivaro.

## Álbuns com referências a San Theodoros
- O Ídolo Roubado/A Orelha Quebrada
- Carvão no Porão/Perdidos no Mar (apenas mencionado)
- Tintim e os Pícaros/Tintim e os Tímpanos[2]